# Арија Мија Лоберти
Арија Мија Лоберти (енгл. Aria Mia Loberti) је америчка глумица, заговорница права особа са инвалидитетом и студенткиња античке реторике. Глумиће у серији Сва светлост коју не видимо.

## Биографија
Рођена је и одрасла у Роуд Ајланду. Студирала је на Универзитету Роуд Ајланда од 2016. до 2020. године. Завршила је филозофију, комуникологију и политичке науке и старогрчки језик и реторику. Магистрирала је античку реторику 2021. на Ројал Холовеј Универзитету у Лондону уз Фулбрајтову стипендију. Докторске студије из античке реторике је започела на Државном универзитету Пенсилваније 2021. Играла је главну улогу у Нетфликсовој адаптацији романа Сва светлост коју не видимо 2014. Добила је улогу након глобалне потраге за слепим и слабовидим глумицама, обожавалац је истоимене књиге. Упркос томе што није прошла глумачку обуку, прошла је аудицију и добила своју прву глумачку улогу. Има пса водича Ингрида, црног лабрадора ретривера из организације Пси водичи за слепе. На ТЕД конференцији 2018. је описала своје борбе у детињству са малтретирањем, злостављањем и дискриминацијом у школи. Ови изазови су је инспирисали да постане адвокат и да се залаже за једнакост у области инвалидности са четири године.